# هتلی، کبک (شهر)
هتلی (به فرانسوی: Hatley) شهری در منطقه شهری مامفرماگوگ ناحیه استری در استان کبک کانادا است. در سرشماری سال ۲۰۱۱ این شهر ۷۳۰ نفر جمعیت داشته‌است و مساحت آن ۶۰٫۶۷ کیلومتر مربع است.